# Альбрехт, Ванда
Ванда Альбрехт урождённая Ванда Диджюлите (лит. Vanda Didžiulytė-Albrechtienė; 11 мая 1881, Грежёнелес (ныне Аникщяйский район Литвы) — 27 июня 1941, Паневежис) — литовская писательница, поэт, публицист, переводчица
, политический деятель.

## Биография
Родилась в семье писательницы Людвики и политика Станислава Диджюлиса. С 1896 года жила с матерью в Митаве.
В 1901 году окончила женскую гимназию. С 1902 года сотрудничала в газете «Darbininkų balsas». В 1903 году поступила на филологический факультет Бернского университета, где познакомилась и вышла в 1903 году замуж за революционера Винца Мицкявичюса-Капсукаса и вернулась на родину. В 1904—1905 годах работала в журналах «Драугас» (1906) и «Дарбининкас» (1908), сотрудничала с газетой «Вильнюсские новости» (1910) и др.
Участвовала со своим мужем в революции 1905—1907 годов.
В 1907 году после ареста мужа, ей удалось скрыться. В 1912 году окончила художественное училище в Санкт-Петербурге, затем стоматологические курсы. Во время учёбы занималась агитацией среди литовских рабочих Путиловского завода, была членом Общества студентов Литвы, участвовала в литературных и художественных кружках, выступала на вечерах и спектаклях, сотрудничала с литовской и русской прессой.
В 1913 году с дочкой, болевшей туберкулёзом переехала в Крым. Во время Первой мировой войны жила в Ялте, в 1916—1917 годах работала врачом и начальницей Литовского санатория.
В Ялте дружила с А. П. Чеховым и М. П. Чеховой. В 1927 году у неё гостил М. А. Булгаков.
Вышла в 1920 году замуж за композитора Георга фон Альбрехта. В Ялте родилась их дочь Людвика, которая не дожив до 2-х лет, умерла от туберкулёза. После её смерти супруги развелись.
В 1933 году Ванда переехала в Литву. Работала стоматологом в Паневежисе.
В 1941 году по доносу, что она бывшая жена коммуниста Винца Мицкявичюса-Капсукаса, была арестована немецкими оккупантами, обвинена в шпионаже и расстреляна в лесу Кайзерлинг, где была похоронена в общей могиле.

## Творчество
Дебютировала в 1902 г. Сотрудничала с изданиями «Naujienos», «Ūkininkas», «Varpas», «Darbininkų balsas», «Draugas» (1904—1905), «Darbininkas» (1906), «Naujojoji gadynė» (1906), «Vilniaus žinios» (1908), «Visuomenė» (1910).
Автор стихов и рассказов на литовском и русском языках, которые, в основном, публиковались в периодических изданиях. Собирала и в 1904 г. издала сборник пословиц, сказок и песен.
Публиковала свои литературные произведения в ялтинской прессе на русском языке под псевдонимом Чужая (Святима). Переводила с русского языка прозаические и драматические произведения.